# John Atanasoff

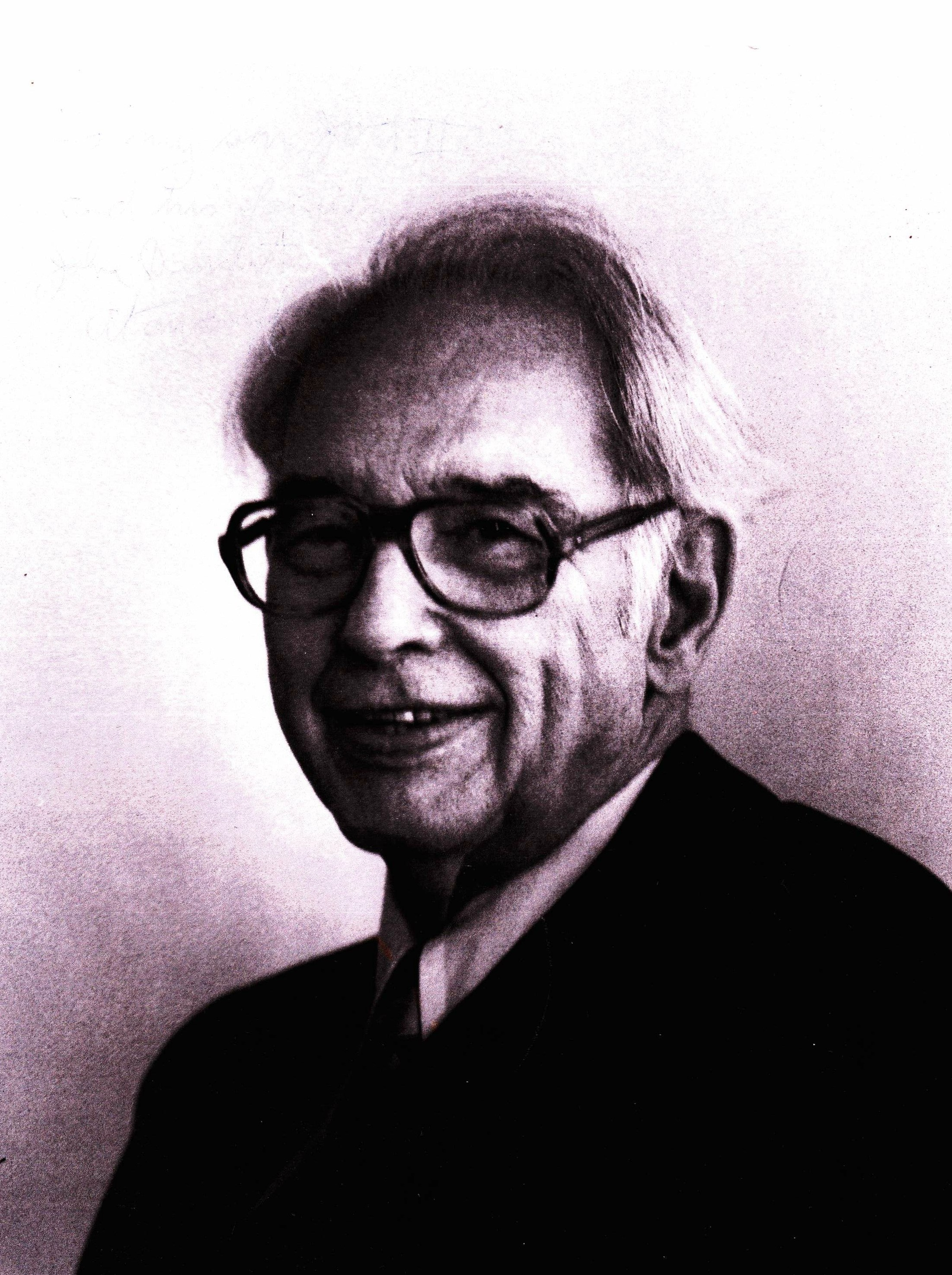
John V. Atanasoff

John Vincent Atanasoff [dʒon vinsent ata'nasɔf] (* 4. Oktober 1903 in Hamilton, New York; † 15. Juni 1995 in Frederick, Maryland) war ein US-amerikanischer Computerpionier. Im Jahr 1973 wurde er durch Gerichtsurteil im Patentstreit Honeywell Inc. gegen Sperry Rand zum Erfinder des ersten automatischen elektronischen digitalen Computers bestimmt, einer nicht programmierbaren Maschine für einen besonderen Zweck, die später als Atanasoff-Berry-Computer bekannt wurde.

## Leben
John Atanasoff war Sohn des Elektroingenieurs Iwan Atanassow und der Mathematiklehrerin Iva Lucena Purdy. Sein Vater Iwan Atanassow wurde 1876 im Dorf Bojadschik (Gemeinde Tundscha, Oblast Jambol im heutigen Bulgarien) geboren, das damals zum Osmanischen Reich gehörte. Kurz nach Iwan Atanasoffs Geburt kam dessen Vater im Aprilaufstand 1876 ums Leben. Im Jahr 1889 wanderte Iwan Atanassow mit seinem Onkel in die Vereinigten Staaten aus.
Atanasoff wurde von seinen Eltern in Brewster (Florida) aufgezogen. Im Alter von neun Jahren konnte er schon mit dem Rechenschieber umgehen, beschäftigte sich mit Logarithmen und besuchte anschließend die Mulberry High School. Im Jahr 1925 erhielt er einen Bachelor of Science in Elektrotechnik von der University of Florida mit der bestmöglichen Note.
Er setzte seine Ausbildung am Iowa State College fort und erhielt 1926 den Master in Mathematik. Den Abschluss seines Studiums bildete 1930 ein Doktorgrad (Ph.D.) in Theoretischer Physik an der University of Wisconsin–Madison. Der Titel seiner Dissertation lautete: The Dielectric Constant of Helium. Nach seiner Promotion nahm Atanasoff eine Stelle als Assistenzprofessor am Iowa State College in Mathematik und Physik an.

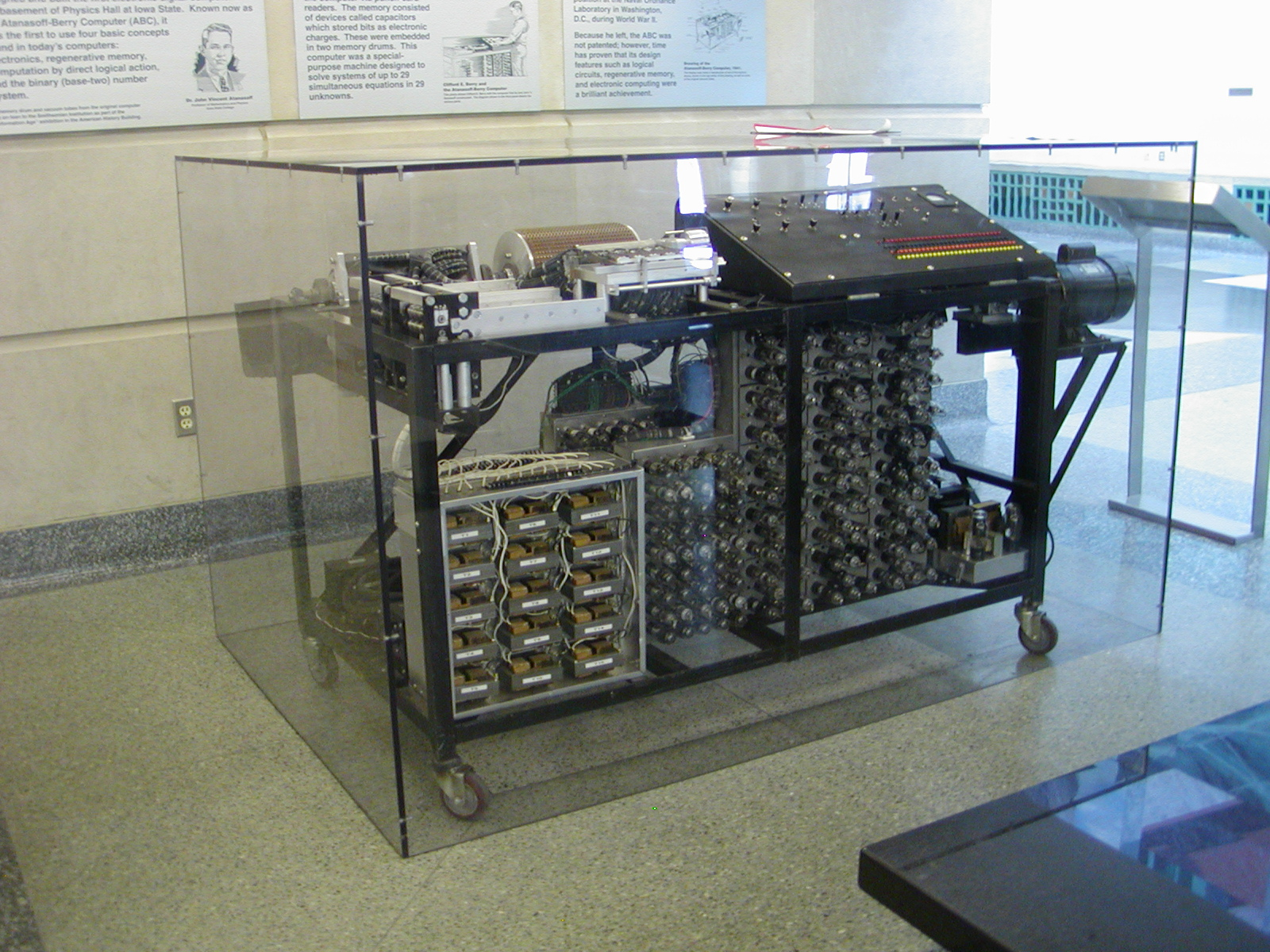
Nachbau des Atanasoff-Berry-Computers im Durham Center der Iowa State University

Für die Berechnungen zu seiner Dissertation verwendete Atanasoff eine elektromechanische Tischrechenmaschine der Monroe Calculator Company, das damals beste Werkzeug. Trotzdem waren die Rechnungen sehr mühsam, so dass Atanasoff begann, nach schnelleren Rechenmethoden zu suchen; unter anderem beschäftigte er sich mit dem Einsatz von IBM Tabelliermaschinen zur Lösung wissenschaftlicher Probleme. 1936 erfand er einen Analogrechner für die Analyse von Oberflächengeometrien. Die geringen mechanischen Toleranzen, die für eine präzise Lösung notwendig waren, brachten ihn auf den Gedanken, nach digitalen Lösungen zu suchen.
Nach Atanasoffs eigenen Angaben gehen verschiedene Arbeitsprinzipien des Atanasoff-Berry Computer (ABC) auf eine plötzliche Eingebung während einer Autofahrt nach Rock Island (Illinois) im Winter 1937–1938 zurück. Mit Fördermitteln in Höhe von 650 Dollar, die er im September 1939 erhielt, und mit der Hilfe seines Doktoranden Clifford Berry, wurde ein Prototyp des ABC im November 1939 entwickelt.
Die grundlegenden Prinzipien des ABC waren unter anderem binäre Arithmetik und Boolesche Logic, um bis zu 29 lineare Gleichungen zu lösen. Der ABC hatte keine CPU, war aber ein elektronisches Gerät mit Elektronenröhren zur digitalen Berechnung. Außerdem verwendete er einen regenerativen kapazitiven Speicher; das Prinzip hiervon findet sich in den DRAM Speichern wieder.
John Atanasoff traf John Mauchly im Dezember 1940 auf einer Tagung der American Association for the Advancement of Science in Philadelphia, wo Mauchly seinen „harmonic analyzer“ vorstellte, einen Analogrechner zur Analyse von Wetterdaten. Atanasoff berichtete Mauchly von seinem neuen digitalen Gerät und lud ihn ein, es zu besichtigen. Auf der Reise nach Philadelphia besuchten Atanasoff und Berry auch das Patentamt Washington, D.C., wo ihre Recherchen sie davon überzeugten, dass ihre Konzepte neuartig waren. Am 15. Januar 1941 berichtete die in Iowa erscheinende Tageszeitung Des Moines Register, dass der ABC, „eine elektrische Rechenmaschine“ mit mehr als 300 Elektronenröhren „komplizierte algebraische Gleichungen lösen“ könne.
Im Juni 1941 besuchte Mauchly Atanasoff in Ames, Iowa, um den ABC zu besichtigen. Während seines viertägigen Besuchs als Gast im Haus Atanasoffs diskutierte Mauchly den prototypischen ABC gründlich, untersuchte ihn und studierte Atanasoffs Entwurfsmanuskript im Detail. Bis zu diesem Zeitpunkt hatte Mauchly noch keinen Plan eines Digitalrechners vorgelegt. Im September 1942 verließ Atanasoff die Iowa State University, um beim Naval Ordnance Laboratory (NOL) in Washington D.C. eine Stellung als Leiter der Akustischen Abteilung einzunehmen. Seine Patentanmeldung für den ABC vertraute er der Verwaltung des Iowa State College an, die sie allerdings nie einreichte.
Mauchly besuchte Atanasoff mehrmals in Washington im Jahr 1943 und diskutierte mit ihm seine Theorien über Berechnungen, aber erwähnte erst Anfang 1944, dass er selbst an einem Computerprojekt arbeitete. John Mauchly und J. Presper Eckert konstruierten in den Jahren 1943–1946 den ENIAC, den ersten elektronischen Rechner mit uneingeschränktem Einsatzzweck (general purpose), was zwei Jahrzehnte später zu einem Rechtsstreit führte, wer der eigentliche Erfinder des Computers sei.
Im Jahr 1945 beschloss auch die U.S. Navy, einen Großrechner zu bauen, und zwar auf Empfehlung von John von Neumann. Atanasoff wurde mit der Leitung des Projekts beauftragt und bat Mauchly um Hilfe bei der Formulierung von Stellenbeschreibungen für das notwendige Personal. Allerdings wurde Atanasoff ebenso mit dem Entwurf akustischer Systeme für die Überwachung von Kernwaffentests beauftragt, und dieser Auftrag hatte den Vorrang. Als er im Juli 1946 von den Tests im Bikini-Atoll zurückkehrte, wurde das Computerprojekt der Marine – wiederum auf Empfehlung von John von Neumann – wegen mangelnden Fortschritts eingestellt.
Mauchly und Eckert meldeten 1947 ein Patent für einen „General-Purpose Electronic Computer“ an, das erst 1964 erteilt wurde. Die Patentrechte waren schon 1951 an Remington Rand (heute Sperry Rand) verkauft worden, die eine Tochterfirma Illinois Scientific Developments gründeten, um in den 1960er Jahren Lizenzgebühren von anderen Herstellern in der elektronischen Datenverarbeitung zu verlangen.
Im Juni 1954 suchte der Patentanwalt A.J. Etienne im Auftrag von IBM Atanasoffs Hilfe, um ein Patent der Eckert-Mauchly Computer Corporation für einen Magnettrommelspeicher zu brechen; er war von Clifford Berry darauf hingewiesen worden, dass der rotierende Kondensatorspeicher des ABC möglicherweise den Neuheitscharakter des Eckert-Mauchly-Speichers widerlegte. Atansoff willigte ein, dem Anwalt zu helfen, aber IBM einigte sich schließlich außergerichtlich mit Sperry Rand, so dass das Verfahren eingestellt wurde.
Am 26. Mai 1967 reichte der Computerhersteller Honeywell Inc. beim U. S. District Court in Minneapolis, Minnesota eine Klage gegen Sperry Rand ein, in der die Gültigkeit des ENIAC-Patents angezweifelt wurde. Das Verfahren, damals eins der längsten und teuersten vor den Bundesgerichtshöfen, begann am 1. Juni 1971 und dauerte bis zum 13. März 1972. Es wurden 77 Zeugen geladen, 80 eidesstattliche Versicherungen abgegeben und 30.000 Beweisstücke vorgelegt. Das Verfahren schloss am 19. Oktober 1973 mit einem Urteil des Richters Earl R. Larson, der das ENIAC Patent für ungültig erklärte, weil der ENIAC viele grundlegende Ideen vom Atanasoff-Berry Computer abgeleitet habe. Richter Larson erklärte ausdrücklich: „Eckert und Mauchly haben nicht selbst als erste den automatischen elektronischen digitalen Rechner erfunden, sondern diesen Gegenstand von einem des Dr. John Vincent Atanasoff abgeleitet“.
Sperry lehnte es ab, gegen diese Entscheidung Rechtsmittel einzulegen, aber die Entscheidung genoss sowieso wenig Beachtung zu dieser Zeit, vielleicht weil sie vom „Saturday Night Massacre“ der Watergate-Ära überschattet wurde, als Präsident Richard Nixon am folgenden Tag den Sonderankläger Archibald Cox entließ. Trotz der nicht angezweifelten Gerichtsentscheidung stellten etliche Publikationen über Computergeschichte weiterhin den ENIAC statt des ABC als den ersten elektronischen digitalen Rechner dar.
Nach dem Zweiten Weltkrieg blieb Atanasoff Regierungsangestellter und entwickelte spezialisierte Seismographen und Mikrobarographen für die Entdeckung von Explosionen aus größerer Entfernung. 1952 gründete er die Ordnance Engineering Corporation, die er auch leitete und 1956 an die Aerojet General Corporation verkaufte, bei der er dann Präsident der Atlantic Division wurde.
1960 zogen sich Atanasoff und seine Frau Alice auf ihre Farm auf einem Hügel in New Market (Maryland) als Rentner zurück. 1961 gründete er eine weitere Firma, Cybernetics Incorporated, in Frederick (Maryland), die er noch zwanzig Jahre lang leitete. Nach und nach wurde er in die Rechtsstreitigkeiten zwischen den schnell wachsenden Computerfirmen Honeywell und Sperry Rand verwickelt. Nachdem er im Urteil zu diesem Prozess als Erfinder des automatischen elektronischen digitalen Computers festgestellt worden war, wurde er vom Iowa State College, das in der Zwischenzeit zur Iowa State University umbenannt worden war, herzlich geehrt; weitere Ehrungen folgten.
Atanasoff starb nach einer längeren Krankheit an einem Schlaganfall in seinem Haus. Er ist im Pine Grove Cemetery in Mount Airy (Maryland) begraben.

## Ehrungen und Auszeichnungen

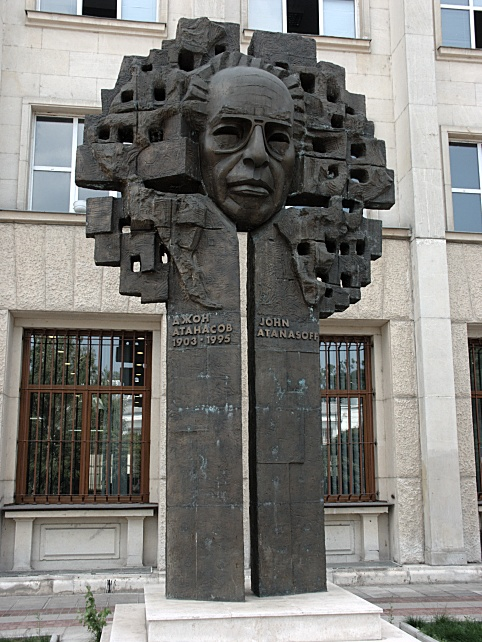
Denkmal für John Atanasoff in Sofia, Bulgarien, der Heimat seiner Vorfahren

Atanasoffs erste staatliche Auszeichnung für seine wissenschaftlichen Errungenschaften war der Orden der Heiligen Cyrill und Methodius erster Klasse, die höchste wissenschaftliche Ehrung Bulgariens, die er 1970, also bereits vor der Gerichtsentscheidung von 1973 verliehen bekam.
Im Jahr 1990 verlieh Präsident George H. W. Bush Atanasoff die United States National Medal of Technology, die höchste US-amerikanische Auszeichnung für technische Errungenschaften.
Unter den anderen Ehrungen Atanasoffs sind:
- U.S. Navy Distinguished Service Award (1945)
- Ehrenvolle Erwähnung, Seismological Society of America (1947)
- Ehrenvolle Erwähnung, Admiral, Bureau of Ordnance (1947)
- Mitgliedschaft im Cosmos Club (1947)
- Ehrendoktor der University of Florida (1974)
- Ehrenmitglied der Society for Computer Medicine (1974)
- Iowa Inventors Hall of Fame (1978)
- Computer Pioneer Medal vom Institute of Electrical and Electronics Engineers IEEE (1981)
- Iowa Governor’s Science Medal (1985)
- Orden der Volksrepublik Bulgarien erster Klasse (1985)[4]
- Computing Appreciation Award, EDUCOM (1985)
- Auswärtiges Mitglied der Bulgarischen Akademie der Wissenschaften (1985)[5]
- Holley Medal, American Society of Mechanical Engineers (1985)
- Ehrenbürger der Stadt Jambol, Bulgarien (1985; Atanasoffs Vater stammte aus der Umgebung von Jambol)[5]
- Coors American Ingenuity Award (1986)
- Ehrendoktor der University of Wisconsin–Madison (1987)

### Nach Atanasoff benannt
- Atanasoff-Nunatak (ein Nunatak auf der Livingston-Insel, Südliche Shetlandinseln, Antarktis[6])
- Der Asteroid (3546) Atanasoff, entdeckt vom Rozhen Observatory[7][8]
- Atanasoff Hall, ein Gebäude der Informatik der Iowa State University
- „Project Vincent“, die Implementierung des Project Athena des MIT an der Iowa State University (benannt nach Atanasoffs mittlerem Namen)
- Der John-Atanasoff-Preis, gestiftet von Georgi Parvanov im Jahr 2003 und jährlich verliehen vom Präsident der Republik Bulgarien an einen jungen Bulgaren für Errungenschaften auf dem Gebiet der Computer und Informationstechnik[9][10]
- John Atanasoff Technical College in Plovdiv, ein Zweig der Technischen Universität Sofia[11]
- John Atanasoff Bulgarischer Staatswettbewerb in Informatik und Informationstechnik, seit 2001 jährlich veranstaltet in der Stadt Shumen[12]
- John Atanasoff Professional High School of Electronics in Stara Sagora, Bulgarien[13]
- John Atanasoff Berufsgymnasium für Elektronik in Sofia[14]
- John Atanasoff Gemeindehaus (Tschitalischte) in Sofia[15]
- John Atanasoff Gemeindehaus in Boiadjik, Bulgarien (Geburtsort von Atanasoffs Vater)[16]
- Prof. John Atanasoff Grundschule, Sofia[17]
- John Atanasoff Privatgymnasium, Blagoevgrad, Bulgarien[18]
- John Atanasoff Professional Technical High School, Kyustendil, Bulgarien[19]
- John Atanasoff Berufsgymnasium für Wirtschaftsinformatik Targowischte, Bulgarien[20]
- John Atanasoff University Student Computer Club, Universität Plowdiw, Bulgarien[21]
- John-Atanasoff-Straße, Jambol, Bulgarien[22]
- John-Atanasoff-Straße, Sofia[23]